# Hipopotomonstrosesquipedaliofobia
Hipopotomonstrosesquipedaliofobia é uma palavra inventada como uma brincadeira que, por se ter tornado relativamente conhecida e divulgada, acabou por ser tomada como séria por muitas pessoas que não conhecem a sua origem. A hipopotomonstrosesquipedaliofobia seria um distúrbio que se caracteriza pelo medo irracional (ou fobia) de se pronunciar palavras grandes ou complicadas. Carateriza-se pela aversão ou nervosismo em momentos nos quais o indivíduo deve mencionar palavras longas ou de uso pouco comum (discussões técnicas, médicas, científicas etc), assim como evitar ou não referir palavras estranhas ao vocabulário coloquial.
Esta fobia pode ser causada pelo medo de pronunciar incorretamente a palavra, já que isto representa uma possibilidade de que a pessoa fique em desvantagem, seja visto como alguém de cultura inferior ou pouco inteligente, perante os seus iguais. Muitas vezes, esta fobia vem acompanhada de timidez social e medo de ser ridicularizado.
A própria palavra hipopotomonstrosesquipedaliofobia representa certa ironia, visto que, além de ser longa e estranha, indica uma fobia a palavras semelhantes. Justamente por isso, para evitar problemas, as abreviaturas equipedalofobia e sesquipedaliofobia também são utilizadas.

## Etimologia
Hipopotomonstrosesquipedaliofobia é constituída dos seguintes elementos:
- Hipopoto vem do grego hippo-potamos, que significa "cavalo do rio" (= "hipopótamo").
- Monstro é a palavra latina para "assustador".
- Sesquipedali é uma forma mutilada do latim sesquipedalis que significa "palavra longa" (literalmente, "um pé e meio de comprimento").
- Fobia significa "medo irracional".

Linguisticamente falando, o termo correto para "fobia de palavras longas" é megalologofobia (usando-se os prefixos gregos megalo e logos) ou sesquipedalofobia (usando-se o prefixo latino sesquipedalis).